# 围点打援
围点打援是中国人民解放军及其前身军队酷爱使用的一种战术，由徐向前在1928年发明并实践成功，围点打援的重心在“打援”，所以兵力部署的重点是打击增援的力量，而围城的是辅助力量。

## 使用案例
第二次国共内战中的清风店战役和豫东战役，都是围点打援成功的例子，尤其以豫东战役中，解放军对开封攻而不破，将战役重点集中在邱清泉的第五军与区寿年兵团，最后邱清泉的第五军虽得以撤退，区寿年兵团则被全歼。
但“围点打援”失败案例也存在，如傅作义击败解放军的大同战役，通过以奔袭方式直扑张家口，围魏救赵解了大同之围；第三次四平战役，解放军的打援部队没能消灭廖耀湘的增援部队反而被其击溃。1979年中越战争，东线战场的许世友在指挥谅山战役时也企图实施围点打援，但越军熟悉解放军战术没有上当，没有增援谅山，最后不得不演变成强攻。